# 斯普林希爾 (卡爾曼縣)
斯普林希爾（英語：Springhill）是一個位於美國阿拉巴馬州卡爾曼縣的非建制地區。該地的面積和人口皆未知。

## 地理
斯普林希爾的座標為34°11′40″N 86°57′23″W / 34.19444°N 86.95638°W，而該地最高點為海拔高度296米（即971英尺）。